# 岱崮革命遗址
岱崮革命遗址，位于山东省临沂市蒙阴县坡里镇南、北岱崮，卢崮，是中华人民共和国山东省文物保护单位之一。
1977年12月23日，授予山东省文物保护单位，是一座革命遗址及革命纪念建筑物。